# Малоохтинская набережная
Малоо́хтинская набережная — набережная в Красногвардейском районе Санкт-Петербурга. Проходит по правому берегу реки Невы от устья реки Охты до выхода Малоохтинского проспекта.

## История
До 1984 года для проезда по правому берегу Невы автомобилисты пользовались Малоохтинским проспектом, с которого можно было повернуть либо на Большеохтинский мост, либо в сторону Красногвардейской площади.
Малоохтинская набережная была проложена в конце 1984 года одновременно с постройкой Малоохтинского моста и развязки с Большеохтинским мостом. Несмотря на это, большая часть набережной не имела официального названия (условно считалась Малоохтинским проспектом). Официальное название набережной было присвоено 14 августа 2007 года. Тогда же было принято решение отдать Малоохтинской набережной участок между рекой Охтой и Красногвардейской площадью.